# ロルフ・フーズゲン
ロルフ・フーズゲン（Rolf Huisgen、ドイツ語: ['huːzgɛn]、1920年6月13日 – 2020年3月26日）は、ドイツの化学者である。フーズゲンが指導した数多くの化学者が教授となったため、戦後のドイツおよびオーストリアの化学界、特に有機合成化学分野において絶大な影響力を拡大した。主な業績として、「フーズゲン環化付加」とも呼ばれる1,3-双極子環化付加反応の開発がある。

## 生涯
フーズゲンはラインラント＝プファルツ州、ゲロルシュタインで生まれ、 ハインリッヒ・オットー・ヴィーラントの指導の下、ミュンヘンで学んだ。1943年にアルカロイド、ストリキニーネに関する研究でPhDを取得した。1947年に教授資格を得て、1949年にテュービンゲン大学の教授に着任した。1952年にミュンヘン大学に戻り、ヴィーラントの後を継いだ。1988年に名誉教授の地位を得た後も長年にわたり研究に打ち込み続けた。
フーズゲンの主な業績の1つが、フーズゲン環化付加またフーズゲン反応とも呼ばれる1,3-双極子環化付加反応の開発である。フーズゲン反応はビタミン類やアルカロイド、抗生物質といった複素環化合物の合成において極めて重要である。
フーズゲンは1960年にアメリカ芸術科学アカデミーの会員となった。また、ドイツ国立科学アカデミー・レオポルディーナの会員、王立化学会の名誉フェロー、ドイツ化学会と日本化学会の名誉会員でもあった。1960年にセンテナリー賞、1961年にリービッヒ・メダル、1965年にラヴォアジエ・メダル（フランス化学会）、1987年にAdolfo Quilicoメダル（イタリア化学会）を授与された他、多くの賞を受賞した。1989年に米国科学アカデミー会員に選出された。2017年にはクラリベイト・アナリティクス引用栄誉賞を受賞した。2020年3月26日に99歳で死去した。
ドイツだけでもラインハルト・ブリュックナー、ヨハン・ガスタイガー、ベルント・ギーゼ、ヘルベルト・マイヤー、ヨハン・マルツァー、ハンス＝ウルリッヒ・ライシヒ、ユルゲン・ザウアー、イヴァール・カール・ウギなど16人の弟子が教授となった。
娘は数学者のビルゲ・フーズゲン＝ツィンマーマンである。

## 著作
- Rolf Huisgen, Rudolf Grashey, Jürgen Sauer（）: Cycloaddition reactions of alkenes (in German). In: Saul Patai (ed.): The chemistry of alkenes, vol. 1, Wiley, London and New York 1964, pp. 739–953, doi:10.1002/9780470771044.ch11.
- 1.3-Dipolare Cycloadditionen Rückschau und Ausblick. In: Angewandte Chemie (in German), vol. 75, 1963, pp. 604–637, doi:10.1002/ange.19630751304.
- The Adventure Playground of Mechanisms and Novel Reactions ((autobiography)) American Chemical Society, Washington 1994.